# بكتريا مؤكسدة للحديد

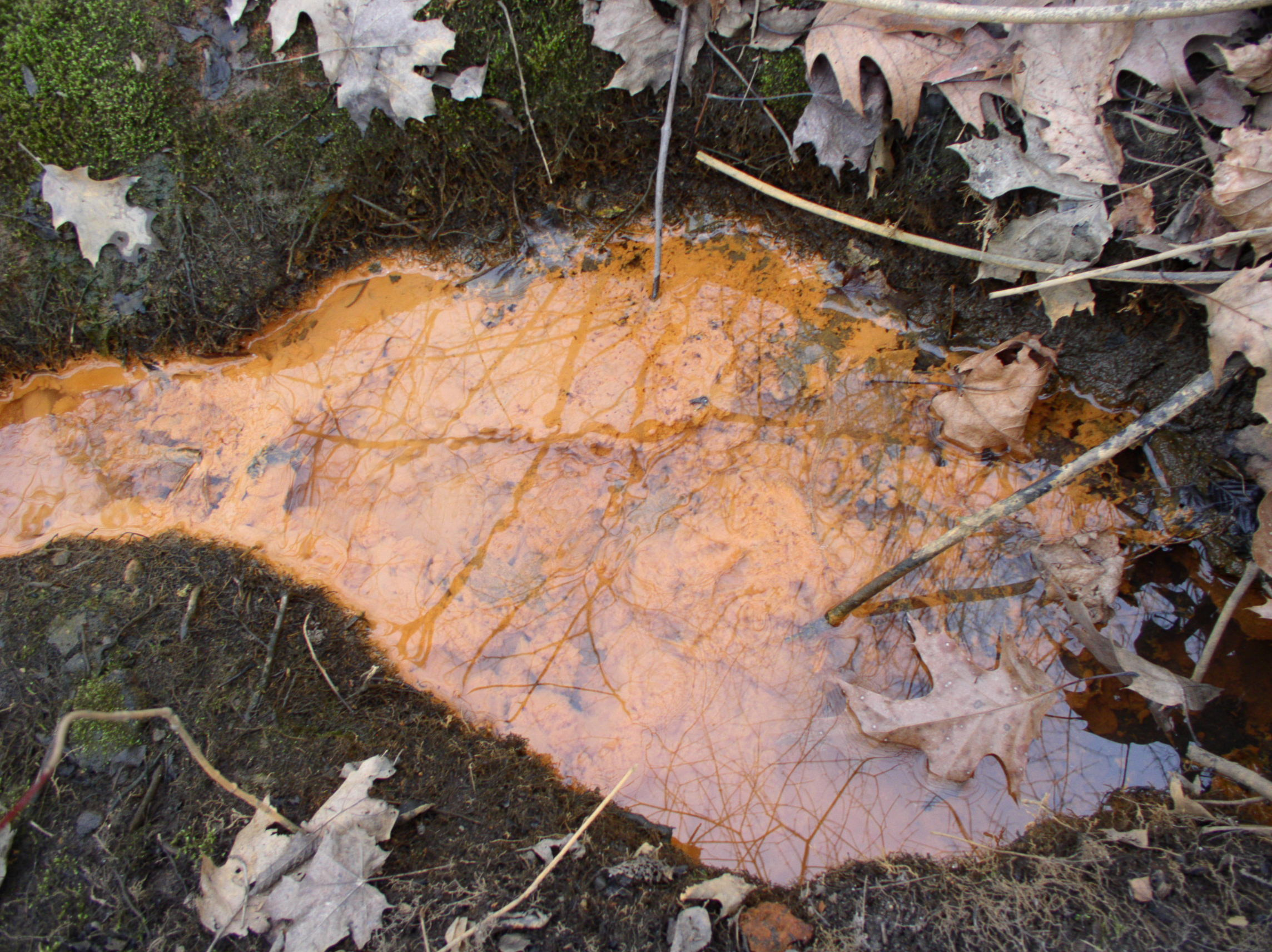
بكتريا مؤكسدة للحديد في مياه سطحية

البكتريا المؤكسدة للحديد (أو بكتريا الحديد) هي بكتريا كيميائية التغذية تستمد الطاقة اللازمة لمعيشتها من أكسدة الحديد المنحل. يستلزم وجود تركيز مقداره 0.3 جزء في المليون من الأكسجين لحدوث عملية الأكسدة هذه.
تلاحظ هذه البكتريا عندما يستحصل ماء شبه خالٍ من الأكسجين على مصدر للأكسجين، فتقوم حينها البكتريا المؤكسدة للحديد بتحويل الحديد المنحل إلى وحل مخاطي بني محمر لزج غير منحل، والذي يمكن له مثلاً أن يغير لون أحواض الجداول أو أن يصطم أنابيب المجاري.